# Sture Bolin
Anders Sture Ragnar Bolin (født 27. maj 1900 i Väsby, død 1. februar 1963 i Lund) var en svensk historiker og numismatiker, fra 1938 professor ved Lunds Universitet.

## Liv
Sture Bolin var søn af Anders Bolin og Thorborg Wallengren. Faderen var landsfiskal i Höganäs. Sture uddannede sig fra 1919 i historie ved Lunds universitet under den liberalt indstillede Lauritz Weibull. Han disputerede 1927 i Lund med afhandlingen Fynden av romerska mynt i det fria Germanien og blev docent i historie samme år. I venskabskredsen fra studietiden i Lund indgik blandt andet Tage Erlander, Aron Borelius, Ivar Harrie og Gunnar Aspelin.
I 1938 efterfulgte han Lauritz Weibull som professor i historie ved Lunds universitet (han konkurrerede med Ingvar Andersson om embedet). Under 2. verdenskrig udvidede Sture Bolin det historiske fag i Lund blandt andet ved at ansætte flygtninge fra Estland, Norge, Danmark og Polen. Fra 1944 opbyggedes den første historiske institution i Sverige ved Lunds universitet.
Sture Bolins forskningsområder var frem for alt møntforhold i senantikken og den tidlige middelalder samt nordisk tidlig middelalder. 1930-erne var en produktiv periode i hans forskning. Årene 1930 og 1933 publicerede han et populærvidenskabeligt værk om Skånelands historie i to bind, og han skrev tillige om nordisk historieforskning og om de nordiske landes jordbrug i Universitetets i Cambridge økonomiske fakultets serie i økonomisk historie. Under anden halvdel af 1930-erne vendte han sig især mod mønternes og møntpolitikkens historie.
Efter 2. verdenskrig var Sture Bolin tjenesteledig fra sit professorat 1945-50 for at som sagkyndig for Utrikesdepartementet analysere departementets krigsdokument. Dette arbejde resulterede i tre bøger 1947-48, blandt andet Transiteringsfrågan och därmed sammanhängande spörsmål april-juni 1940. I 1950-erne arbejdede han især med numismatik og udgav i 1958 et værk om valutaspørgsmål i romerriget. Under sine seneste år brugte han tiden især på at skrive populærvidenskabelige tekster og lærebøger.
Sture Bolin var tillige fra sine unge år interesseret i nutidspolitik og skrev i 1920-erne artikler vedrørende udenrigs- og indenrigspolitiske emner. Han stillede sig i de tidlige 1920-ere på en korporativ konservativ platform, frem for alt inspireret af fransk konservatisme. Han var da tillige aktiv i Sveriges Nationella Förbund.
Sture Bolin var fra 1927 til midten af 1940'erne ansvarlig for afsnittet "Historia m.m." i det nystartede opslagsværk Svensk Uppslagsboks første udgave. Han fik siden samme opgave i den anden, omarbejdede og væsentligt udvidede udgave, som igangsattes i 1947. Han var redaktør af det historiske tidsskrift Scandia 1958-60.
Han blev dekan for Lunds universitets filosofiske fakultet 1942 og var præses i Vetenskapssocieteten 1946-54.
Han giftede sig med sproglæreren Sonja Kallenberg, datter af civilretsprofessor Ernst Kallenberg, efter sin disputats 1927.

## Forfatterskab
- Fynden av romerska mynt i det fria Germanien: studier i romersk och äldre germansk historia, afhandling, 1926
- Romare och germaner. En orientering, 1927
- Skånelands historia. Skildringar från tiden före försvenskningen, 1, Lund 1930
- Om Nordens äldsta historieforskning : studier över dess metodik och källvärde, 1931
- Skånelands historia. Skildringar från tiden före försvenskningen, 2, Lund 1933
- Ledung och frälse : studier och orientering över danska samfundsförhållanden under äldre medeltid, 1934
- Det ensidiga våldet. Spelet om krig och fred 1938-1939, 1944
- Förspelet till det tyska angreppet på Danmark och Norge den 9 april 1940 (Utrikesdepartementet, sammen med Erik Sjöborg og Wilhelm Winther)
- Transiteringsfrågan och därmed sammanhängande spörsmål april-juni 1940 ,1947 (Utrikesdepartementet, sammen med Erik Sjöborg og Wilhelm Winther)
- Frågor i samband med norska regeringens vistelse utanför Norge 1940-1943 (Utrikesdepartementet, sammen med Erik Sjöborg og Wilhelm Winther)
- State and currency in the Roman Empire to 300 A.D., 1958
- En skånsk prästson i Amerika, 1960
- Ur penningens historia, 1962
- Världskriget och Versaillesfreden, 1964 (posthumt udgivet og med forord af hustruen Sonja Bolin)

## På internettet
- "Till guldbrakteaternas kronologi" (Scandia, Bind I (1928), s. 180-186)
- "Hallandslistan i kung Valdemars jordebok. En kritisk studie" (Scandia, Bind II (1929), s. 161-228)
- "Kring Carl XII:s död" (Scandia, Bind III (1930), s. 151-184)
- "Danmark och Tyskland under Harald Gormsson. Grundlinjer i dansk historia under 900-talet" (Scandia, Bind IV (1931), s. 184-209)
- "Muhammed, Karl den store och Rurik" (Scandia, Bind XII (1939), s. 181-222)